# 骨碎龍傳說
《骨碎龍傳說》（英語：Legend of the Boneknapper Dragon）是一部2010年美國動畫短片，為2010年電影《馴龍高手》的延續。該短片最初於2010年10月14日在卡通頻道播出，並於2010年10月15日作為《馴龍高手》的附帶短片收錄於藍光影碟中。

## 劇情
小嗝嗝和他的朋友們跟隨他們的導師戈伯，尋找傳說中的骨碎龍。

## 配音
- 傑·巴魯契 配音 小嗝嗝·阿倫德斯·哈德克三世
- 傑拉德·巴特勒 配音 大塊頭史圖依克
- 克雷格·費格斯 配音 戈伯
- 艾美莉卡·弗瑞娜 配音 亞絲翠·賀夫遜
- 克里斯多福·敏茲-普雷斯（英语：Christopher Mintz-Plasse） 配音 魚腳司·英格馬
- 喬納·希爾 配音 鼻涕粗·約葛森
- T·J·米勒 配音 悍夫那特·托爾斯頓
- 克莉絲汀·薇格 配音 暴芙那特·托爾斯頓

## 外部連結
- 互联网电影数据库（IMDb）上《骨碎龍傳說》的资料（英文）
- 豆瓣电影上《骨碎龍傳說》的資料 （简体中文）